# Бельфос
Бельфо́с (фр. Bellefosse) — коммуна на северо-востоке Франции в регионе Гранд-Эст (бывший Эльзас — Шампань — Арденны — Лотарингия), департамент Нижний Рейн, округ Мольсем, кантон Мюциг. До марта 2015 года коммуна административно входила в состав упразднённого кантона Ширмек (округ Мольсем).
Площадь коммуны — 7,34 км², население — 129 человек (2006) с тенденцией к стабилизации: 139 человек (2013), плотность населения — 18,9 чел/км².

## Население
Население коммуны в 2011 году составляло 135 человек, в 2012 году — 135 человек, а в 2013-м — 139 человек.
| 1962 | 1968 | 1975 | 1982 | 1990 | 1999 | 2006 | 2008 | 2011 | 2012 | 2013 |
| ---- | ---- | ---- | ---- | ---- | ---- | ---- | ---- | ---- | ---- | ---- |
| 131  | 109  | —    | —    | —    | 133  | 129  | 129  | 135  | 135  | 139  |

Динамика населения:

## Экономика
В 2010 году из 79 человек трудоспособного возраста (от 15 до 64 лет) 59 были экономически активными, 20 — неактивными (показатель активности 74,7 %, в 1999 году — 66,7 %). Из 59 активных трудоспособных жителей работали 53 человека (31 мужчина и 22 женщины), 6 числились безработными (6 женщин). Среди 20 трудоспособных неактивных граждан 8 были учениками либо студентами, 8 — пенсионерами, а ещё 4 — были неактивны в силу других причин.

## Достопримечательности (фотогалерея)

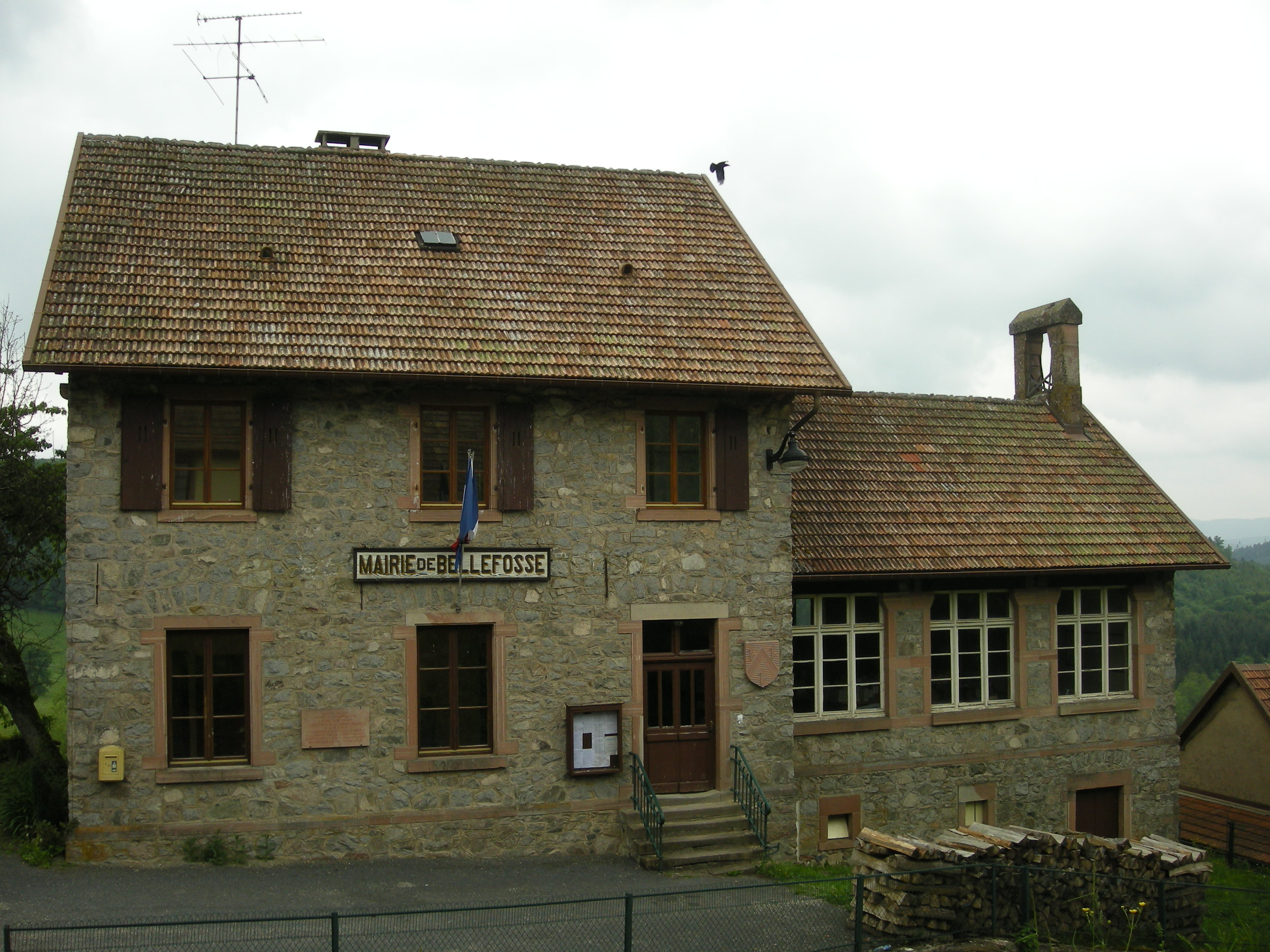
Здание мэрии
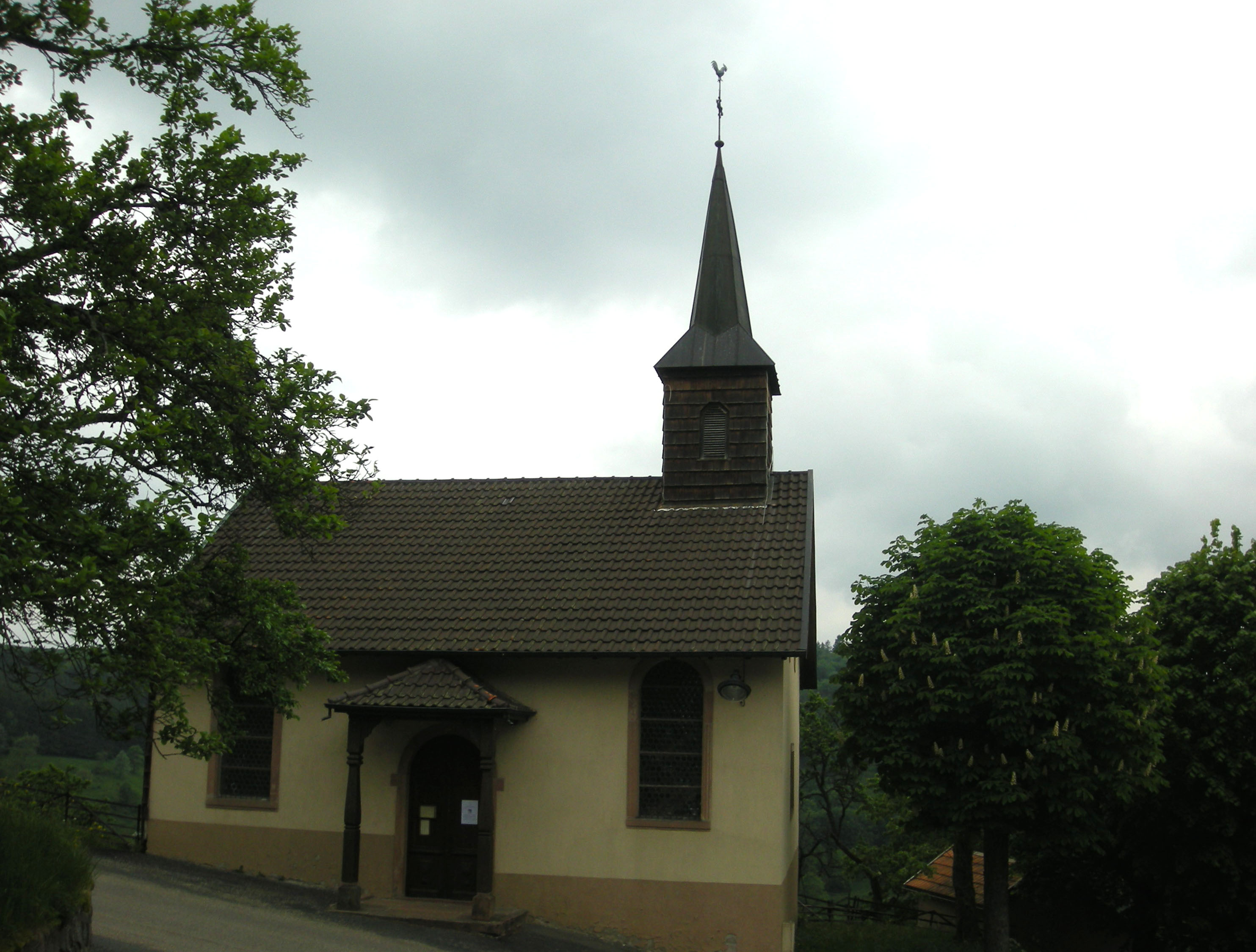
Колокольня
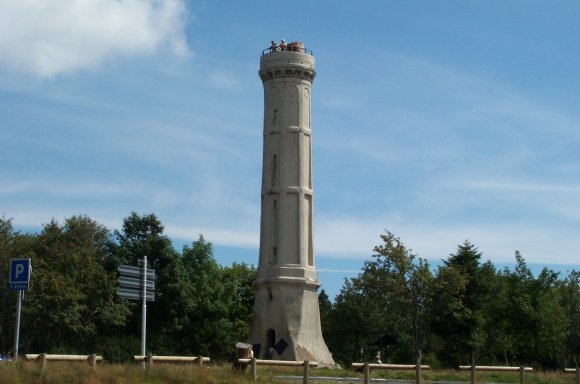
Башня